# Marion Gilchrist
Marion Gilchrist (ur. 5 lutego 1864 w Bothwell, zm. 7 września 1952 w Glasgow) – szkocka lekarka, sufrażystka i działaczka społeczna, pierwsza kobieta, która ukończyła medycynę na Uniwersytecie w Glasgow.

## Życiorys

### Edukacja
Urodziła się 5 lutego 1864 roku w gospodarstwie w Bothwell jako córka Margaret i Williama Gilchrista, zamożnego rolnika. Była młodszą siostrą szkockiego rolnika Douglasa Alstona Gilchrista. Jej edukacja rozpoczęła się w wieku około 6 lub 7 lat, kiedy uczęszczała do lokalnego kościoła parafialnego. Od 13 roku życia pracowała na rodzinnym gospodarstwie rolnym. Uczęszczała do Bothwell Primary School, kontynuując naukę w Hamilton Academy, prestiżowej płatnej szkole w pobliskim Hamilton w South Lanarkshire. W 1887 roku Gilchrist ukończyła studia w Queen Margaret College na Uniwersytecie Glasgow jako studentka sztuki i rozpoczęła egzaminy w Queen Margaret College w 1890 roku. W tym samym roku zapisała się na studia medyczne na Queen Margaret College. W lipcu 1894 roku Gilchrist stała się pierwszą kobietą, która ukończyła University of Glasgow, i pierwszą kobietą, która uzyskała kwalifikacje medyczne na szkockim uniwersytecie.

### Kariera medyczna
Po ukończeniu studiów Gilchrist rozpoczęła praktykę, a po śmierci ojca w 1903 roku założyła własną praktykę w Glasgow w budynku przy Buckingham Terrace 5.
Specjalizując się w okulistyce, Gilchrist została mianowana asystentką chirurga ds. chorób oka w szpitalu w Glasgow, gdzie pracowała od 1914 do 1930 roku. W 1927 roku została również mianowana chirurgiem okulistycznym w Szpitalu Redland w Glasgow. W latach 1903–1911 pracowała charytatywnie w szkole dla dzieci inwalidów przy Queen Margaret College.

### Aktywność polityczna
Gilchrist była jedną z założycielek ruchu sufrażystek w Glasgow (1902). W 1922 roku została wybrana Prezydentem Glasgow and West Scotland Association of Medical Women Federation. Stała się także czołowym członkiem British Medical Association (i pierwszą kobietą przewodniczącą jej oddziału w Glasgow).
Gilchrist nigdy nie wyszła za mąż. Zmarła w domu w Glasgow 7 września 1952 roku.
W 1952 roku Uniwersytet w Glasgow ustanowił nagrodę im. Marion Gilchrist przyznawanej corocznie dla „najbardziej wyróżniającej się absolwentki medycyny na roku”.